# كالسيفيديول
كالسيفيديول (بالإنجليزية: Calcifediol)‏ ويعرف أيضا باسم (كالسيديول، 25-هيدروكسيكوليكالسيفيرول أو 25-هيدروكسيفيتامين د) (وتختصر 25(OH)D). هو سليفة الهرمون تُنتَج في الكبد عن طريق إضافة هيدروكسيل لفيتامين D3 (كوليكلسيفيرول كلسيفيرول صفراوي الفيتامين D3) بواسطة إنزيم هيدرولاز فيتامين د25.